# Вольф-Ізраель Михайло Олександрович
Михайло Олександрович Вольф-Ізрае́ль (нар. 22 червня 1870, Санкт-Петербург — пом. 24 грудня 1934, Київ) — український і російський скрипаль, диригент і музичний педагог.

## Біографія
Народився 10 [22] червня 1870 року у місті Санкт-Петербурзі. У 1890 році закінчив Петербурзьку консерваторію, де здобув музичну освіту по класу скрипки Леопольда Ауера (раніше навчався в класі Петра Краснокутського).
Впродовж У 1892—1912 працював концертмейстером оркестру Маріїнського театру у Санкт-Петербурзі. З 1913 року виступав як скрипаль-соліст і диригент в Рибінську, Воронежі. 
З середини 1920-х років жив у Києві, де працював концертмейстером і диригентом Київського театру опери і балету. У 1926—1932 роках керував струнним квартет при Всеукраїнському товаристві революційних музикантів. Викладав у Київській консерваторії. Помер в Києві 24 грудня 1934 року.